# Петрук Іван Матвійович
Іван Матвійович Петрук (1 лютого 1934, село Четвертня, тепер Камінь-Каширського району Волинської області — ?) — радянський діяч, секретар Волинського обласного комітету КПУ, голова Рожищенського райвиконкому, 1-й секретар Рожищенського районного комітету КПУ Волинської області.

## Біографія
Освіта вища. Закінчив Львівський політехнічний інститут.
Працював електриком, техніком-електриком, начальником зміни Гнідавського цукрового комбінату Волинської області.
Член КПРС.
З 1966 до грудня 1979 року — секретар Рожищенського районного комітету КПУ Волинської області; голова виконавчого комітету Рожищенської районної ради депутатів трудящих Волинської області.
З грудня 1979 до листопада 1988 року — 1-й секретар Рожищенського районного комітету КПУ Волинської області.
3 листопада 1988 — 1991 року — секретар Волинського обласного комітету КПУ з питань сільського господарства.
З 1991 року працював у цукровій промисловості Волинської області. Очолював «Волиньцукроагропром».
Потім — на пенсії в місті Луцьку.

## Нагороди
- орден Трудового Червоного Прапора
- медалі